# Дан независности Украјине
Дан независности Украјине (укр. День Незалежності України) главни је државни празник у Украјини, који се обележава сваке године 24. августа у част Врховне раде Украјинске ССР Закона о независности Украјине, која се сматра датум стварања државе Украјине у садашњем облику. Честитка поводом празника гласи: З Днем Незалежностi Украïни!

## Историја
Први Дан независности Украјине је представљен као 16. јул 1991. у знак сећања на чињеницу да је пре годину дана, 16. јул 1990, Врховни совјет Украјинске ССР усвојио Декларацију о државном суверенитету Украјине. Уз исту, 16. јула 1990. Врховни совјет Украјинске ССР усвојио је резолуцију "Даном независности Украјине." Она гласи:
- Узимајући у обзир вољу украјинског народа и њихове вечне жеља за независношћу,

понављајући историјски значај Декларације о државном суверенитету Украјине 16. јула 1990,
- Врховне Раде Украјине Совјетске Социјалистичке Републике решава се:

- Размотрити дан 16. јул као Дан независности Украјине и годишње га славити као национални државни празник Украјине.

Након тога, 18. јуна 1991, је направио одговарајуће измене у члану 73. Закона о раду Украјинске ССР, што доводи у листу празника: " 16. јул - Дан независности Украјине".
Од 24. августа 1991, Врховни совјет Украјинске ССР је усвојио Декларацију о независности Украјине, која је 1. децембра 1991 , потврдио да људи на националном референдуму, постоји потреба да се промени датум Дана независности Украјине. Дакле, 20. фебруар 1992 Врховна Рада Украјине усвојила је резолуцију "на Дан независности Украјине." Она гласи:
- Узимајући у обзир вољу украјинског народа и њихове вечне жеља за независношћу,

Потврђујући значај историјског доношења акта о независности Украјине, 24. августа 1991,
- Врховна Рада Украјине решава:

1. Размотрити дан 24. август као Дан независности Украјине и годишње га славити као национални државни празник Украјине.
2. Резолуција Врховне Раде Украјинске ССР "на Дан независности Украјине" од 16. јула 1990 сматрати укинутим.

## Прослава 20 годишњице Дана независности Украјине
Председник Украјине Виктор Јанукович 8. јула 2011 је донео одлуку да укине војну параду у градовима као што су Кијев, Керч, Одеса, Севастопољ и др., где је било седиште војне области и Оружаних снага Украјине, поводом 20. годишњице Дана независности Украјина, тврдећи да уштеде. Кијевска градска управа је одлучила да се уштеди на лансирним ракетама за ватромет за прославу Дана независности.

### Народна прослава
До 20. годишњице независности Украјине активистичке групе су предложиле иницијативу да прославе овог кључног датума за Украјину и такође у друштвеним мражама. У њихове предлоге укључују:
- Писање честитке за 20. годишњицу незавиности Украјине на свом блогу, Живом журналу, Фејсбуку или на сопственом сајту.
- Поруке својим пријатељима, колегама, познаницима, или у новинама, на радију и телевизији.
- Направити видео-честитку, трајања од 60 секунди и снимити на мобилни телефон / камеру / фотоапарат , ставити га на Јутјуб, Бигмир. Видео или на страницама друштвених мрежа - У Украјина "20!".